# Jason Collier Sportsmanship Award
Jason Collier Sportsmanship Award – jest nagrodą NBA Development League (NBADL) przyznawaną corocznie zawodnikowi za najlepszą postawę sportową, począwszy od sezonu 2001/02. W latach 2001–2005 liga nazywała się National Basketball Development League (NBDL). Przed rozpoczęciem sezonu 2005/06 jej nazwa została zmieniona na NBA Development League, aby lepiej uwidocznić jej powiązanie z ligą NBA. Służy ona bowiem NBA, jako liga do rozwoju młodych zawodników. 
Nazwę nagrody zmieniono w 2006 roku, nadając jej imię to Jasona Colliera, byłego zawodnika NBA D-League oraz zespołów NBA, Houston Rockets i Atlanty Hawks. Środkowy Jason Collier zmarł nagle 15 października 2005 roku. W przeszłości (sezon 2003/04), jako zawodnik  Fayetteville Patriots został zaliczony do pierwszego składu najlepszych zawodników NBA Development League. Był oddanym i lojalnym zawodnikiem, który reprezentował na boisku wszelkie wzorcowe dla sportowca postawy. Liga zdecydowała się uhonorować jego osobę, nadając nagrodzie jego imię.
Na zawodnika, który najlepiej reprezentuje swoją osobą oraz postawą, zarówno na boisku, jak i poza nim najważniejsze wartości głosują trenerzy wszystkich zespołów ligi. Zwycięzca otrzymuje statuetkę zazwyczaj w trakcie rozgrywek play-off. 
Przez dwa sezony nie przyznawano nagrody (2003/04 oraz 2004/05).
Pierwszym w historii laureatem nagrody został Mike Wilks, obrońca Huntsville Flight. Dwukrotnie w karierze otrzymywali ją Billy Thomas oraz Ron Howard (Fort Wayne Mad Ants).

## Laureaci

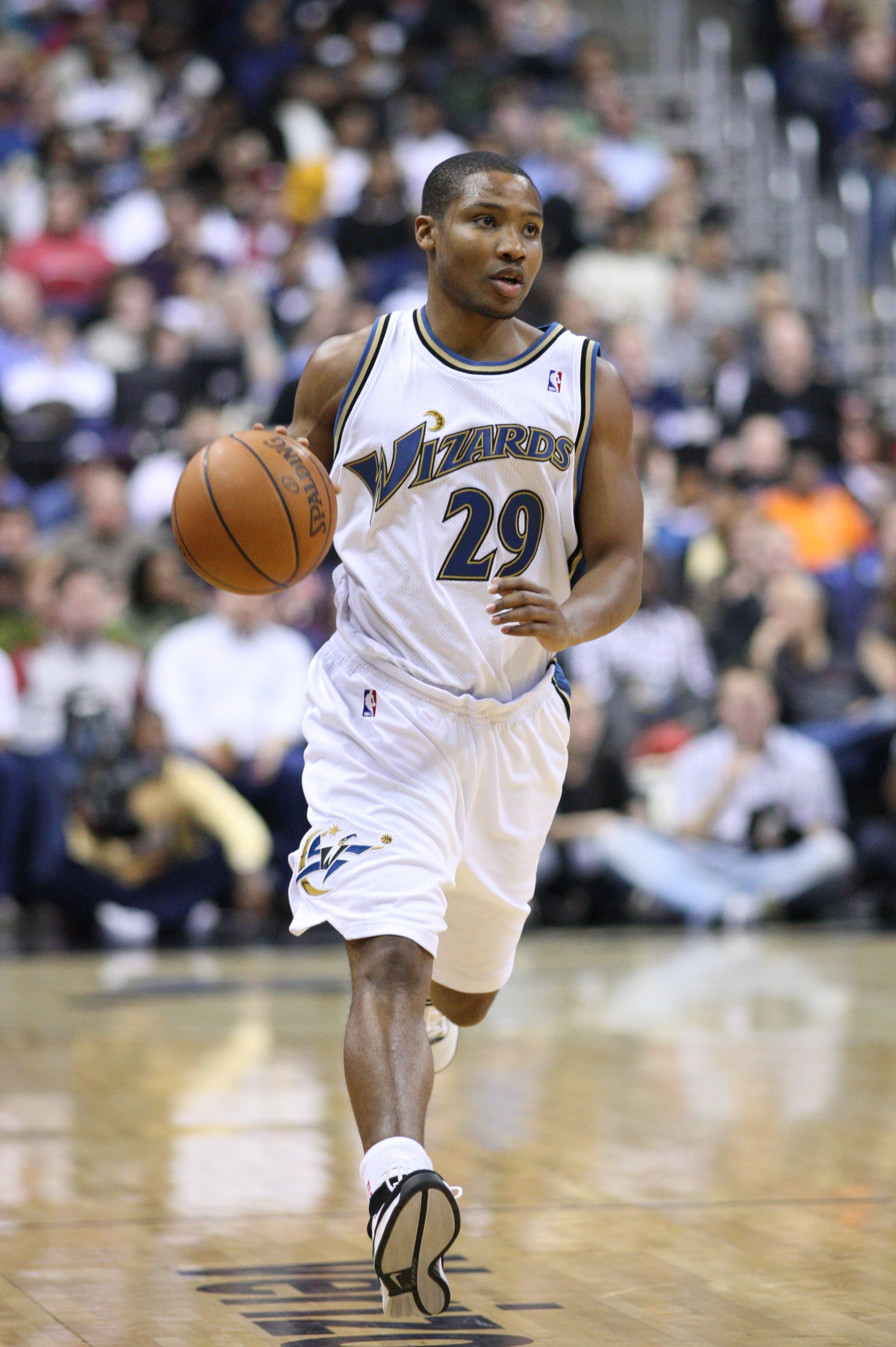
Mike Wilks – pierwszy zdobywca nagrody.

| Sezon   | Zawodnik       | Pozycja       | Nar.              | Zespół                  |
| ------- | -------------- | ------------- | ----------------- | ----------------------- |
| 2001/02 | Mike Wilks     | obrońca       | Stany Zjednoczone | Huntsville Flight       |
| 2002/03 | Billy Thomas   | obrońca       | Stany Zjednoczone | Greenville Groove       |
| 2003/04 | Nie przyznano  | Nie przyznano | Nie przyznano     | Nie przyznano           |
| 2004/05 | Nie przyznano  | Nie przyznano | Nie przyznano     | Nie przyznano           |
| 2005/06 | Ime Udoka      | obrońca       | /                 | Fort Worth Flyers       |
| 2006/07 | Roger Powell   | obrońca       | Stany Zjednoczone | Arkansas RimRockers     |
| 2007/08 | Billy Thomas   | obrońca       | Stany Zjednoczone | Colorado 14ers          |
| 2008/09 | Will Conroy    | obrońca       | Stany Zjednoczone | New Mexico Thunderbirds |
| 2009/10 | Andre Ingram   | obrońca       | Stany Zjednoczone | Utah Flash              |
| 2010/11 | Larry Owens    | obrońca       | Stany Zjednoczone | Tulsa 66ers             |
| 2011/12 | Moses Ehambe   | obrońca       | Stany Zjednoczone | Iowa Energy             |
| 2012/13 | Ron Howard     | obrońca       | Stany Zjednoczone | Fort Wayne Mad Ants     |
| 2013/14 | Ron Howard     | obrońca       | Stany Zjednoczone | Fort Wayne Mad Ants     |
| 2014/15 | Renaldo Major  | obrońca       | Stany Zjednoczone | Bakersfield Jam         |
| 2015/16 | Scott Suggs    | obrońca       | Stany Zjednoczone | Raptors 905             |
| 2016/17 | Keith Wright   | skrzydłowy    | Stany Zjednoczone | Westchester Knicks      |
| 2017–18 | C.J. Williams  | obrońca       | Stany Zjednoczone | Agua Caliente Clippers  |
| 2018–19 | Gabe York      | obrońca       | Stany Zjednoczone | Lakeland Magic          |
| 2019–20 | Ivan Rabb      | skrzydłowy    | Stany Zjednoczone | Westchester Knicks      |
| 2020–21 | Galen Robinson | obrońca       | Stany Zjednoczone | Austin Spurs            |